# 姫島村
姫島村（ひめしまむら）は、大分県の北東部にある東国東郡の村。姫島全域を行政区域とする。大分県内で唯一の村であり、東国東郡に属する唯一の自治体でもある。

## 地理

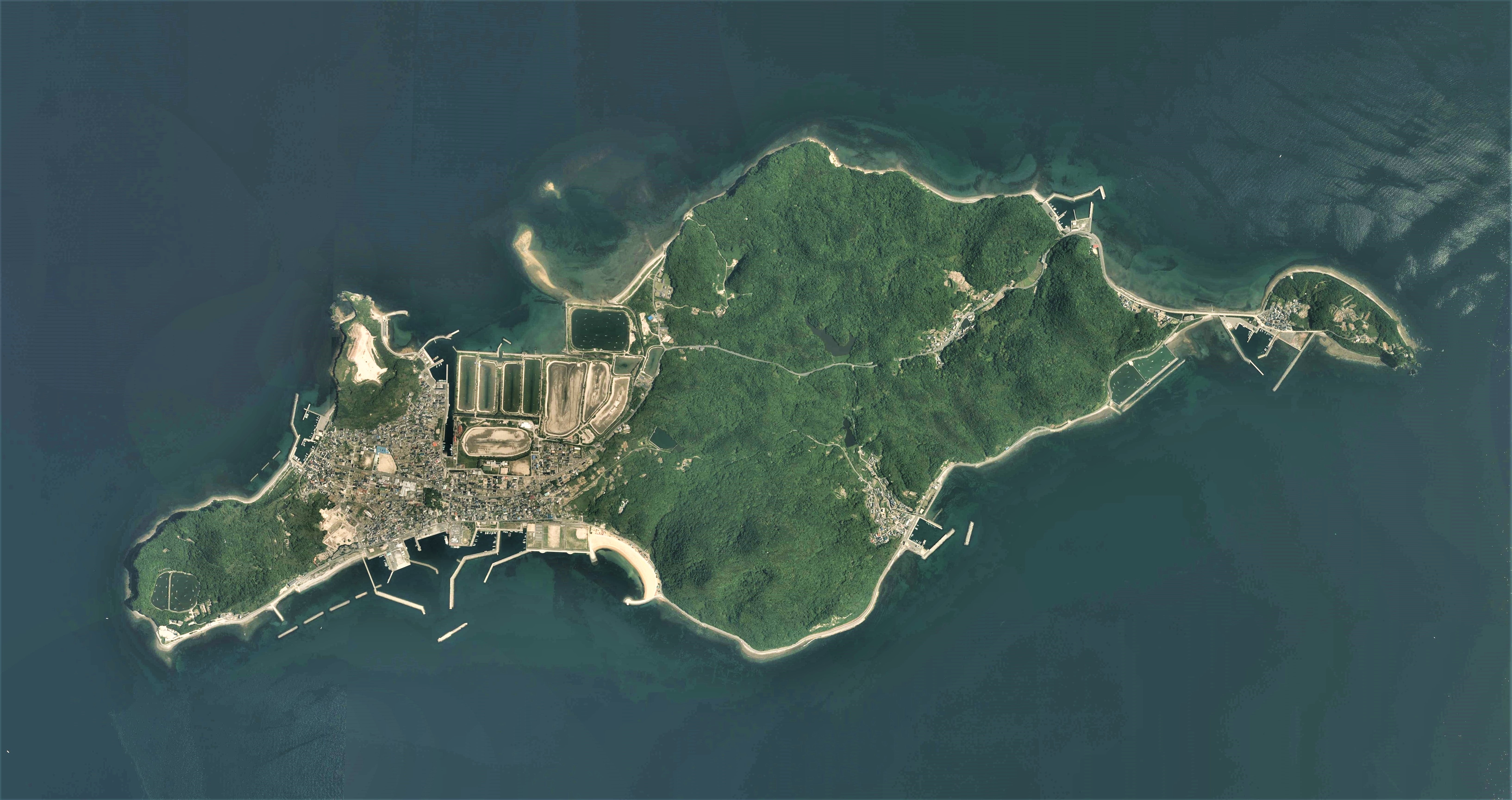
姫島の空中写真（2015年撮影）

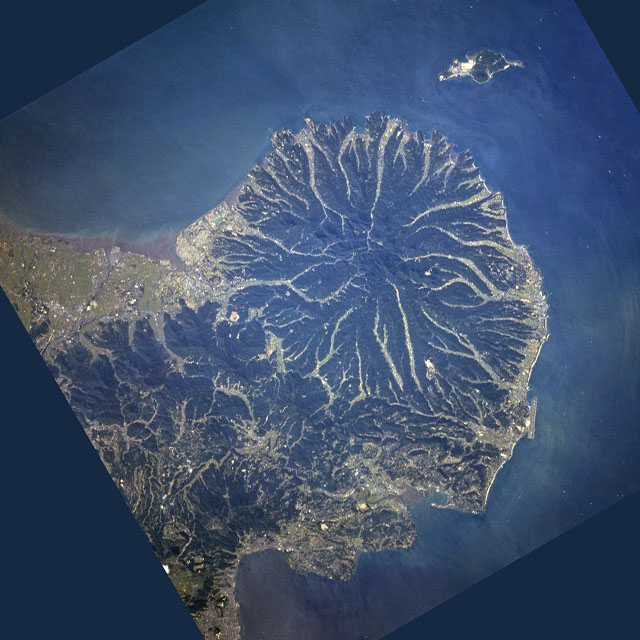
国東半島と姫島（右上） 1994年にアメリカ航空宇宙局が撮影

### 位置・地形
国東半島の北、瀬戸内海西端、周防灘と伊予灘の境界に位置する離島を村域とする。国東市国見町の中心部（伊美地区）から約6kmの海上に位置する。島の長さは東西約7km、南北約4kmで東西に細長い形をしている。島中央部に標高266mの矢筈山、島西端に標高105mの達磨山、島西北部に標高62mの城山があり、この3つの山の間が中心集落になっている。

### 地名
村内に大字は存在せず、全域が「姫島村××番地」と表記する。
「姫島」という地名の由来は、日本書紀にある意富加羅国の王子の夢枕に立ち、日本に逃げた美女の比売語曽（ひめこそ）からきているという説あり、村内にそれを祀った比売語曽社がある。

## 歴史

### 古代
『古事記』の国産み神話でイザナギとイザナミが12番目に産んだ女島（天一根）に比定されている。
姫島産の黒曜石で作られた石器が中国地方、四国地方の縄文時代遺跡から発見されており、この時代に広く交易が行われていたことを示している。

### 中世
平安時代末期頃からは宇佐八幡宮弥勒寺領となった。その後は大友氏の水軍・浦辺衆の根拠地の1つとなる。江戸時代は杵築藩領となり、大友家重臣の血筋といわれる古庄家が庄屋として島を治め、製塩業や甘藷栽培など殖産興業に務めた。

### 近世
姫島の中央低地の海岸は遠浅で、慶長年間には塩田が開かれた。
1864年（文久3年）の下関戦争では英、米、仏、蘭の連合艦隊が、関門海峡に近い要衝である姫島を拠点とした。その際、イギリスから帰国した伊藤博文、井上馨が調停のため来島している（その時の両名や島民の様子について英国外交官アーネスト・サトウが記録）。また幕府の軍艦奉行勝海舟が、戦闘終結後に姫島に上陸し、戦闘の模様について情報収集をおこなった。
長州征討とも関りが深く、幕府の石炭貯蔵庫が1866年（慶応2年）6月29日未明、奇兵隊によると見られる放火で爆発し、完全鎮火まで4カ月かかる事件が起きた。また、島の庄屋であった古庄虎二が杵築藩と長州藩の講和を仲介した。大村益次郎暗殺事件では、犯人の神代直人やその師である大楽源太郎が一時潜伏した。

### 近現代
- 1889年（明治22年）4月1日 - 町村制の施行により、東国東郡姫島の区域をもって、東国東郡姫島村が発足する。
- 1924年（大正13年）1月1日 - 村営連絡船「姫島丸」就航。
- 1965年（昭和40年）
  - 本土との間に海底ケーブルが敷設。電気の供給開始。
  - 6月17日 - 姫島車えび養殖会社設立。
- 1972年（昭和47年）5月10日 - フェリー船 「姫島丸」就航。
- 1984年（昭和59年）7月 - 「あき缶デポジット方式」採用。
- 1998年（平成11年）- 公共下水道が全域で供給開始。
- 2013年（平成25年）9月24日 - 「おおいた姫島ジオパーク」として日本ジオパークに認定。

## 行政

### 村長
- 大海靖治（1期目）
- 任期：2028年11月25日

#### 歴代村長
| 代               | 氏名             | 就任年月日                  | 退任年月日       | 備考             |
| 姫島村長（官選） | 姫島村長（官選） | 姫島村長（官選）            | 姫島村長（官選） | 姫島村長（官選） |
| ---------------- | ---------------- | --------------------------- | ---------------- | ---------------- |
| 1                | 古庄安太郎       | 1891年3月 1895年2月（再任） | 1899年3月        |                  |
| 2                | 小串喜二郎       |                             |                  |                  |
| 3                | 重光儀市         |                             |                  |                  |
| 4                | 常盤泰通         |                             |                  |                  |
|                  | 藤本憲吉         |                             |                  |                  |
| 姫島村長（公選） |                  |                             |                  |                  |
| 4                | 不詳             |                             |                  |                  |
| 5                | 藤本憲吉         | 1955年                      | 1957年           | 1期。辞職        |
| 6                | 鹿野亀太郎       | 1957年                      | 1959年12月       | 1期。辞職        |
| 7                | 藤本熊雄         | 1960年1月                   | 1984年10月25日   | 7期。任期中死去  |
| 8                | 藤本昭夫         | 1984年11月26日              | 2024年11月25日   | 10期             |
| 9                | 大海靖治         | 2024年11月26日              | 現職             | 1期目            |

#### 村長選挙
村長選は1955年（昭和30年）に投票が行われたのを最後に、1957年（昭和32年）から2012年（平成24年）まで16回連続して無投票当選となっていた。これは市区町村はもとより都道府県も含めた自治体の首長選としては全国で最多である。16回のうち、最初の1回を除く15回は前村長の藤本熊雄と現村長の藤本昭夫によるものであり（それぞれ無投票当選7回および8回）、藤本昭夫は藤本熊雄の長男であることから、親子で50年以上村長職を独占して担っている状態であった。こうした特異な状況は選挙行政にも影響を与えており、姫島村には村長選・村議選共にポスター掲示条例が存在せず、村長は告示日にも遊説をせずに通常通りの公務を行っている。
村長選が無投票当選が長期化となっていた背景には、1955年（昭和30年）の村長選が藤本憲吉と鹿野亀太郎とで島内を二分する激しい選挙となり、島内にしこりを残した苦い経験があるほか、人口2,000人程の小さな自治体で他に人材がいないという側面が大きい。前村長の藤本熊雄が西村英一と共に行なった港湾整備やクルマエビ養殖事業、ワークシェアリング（後述）の推進などで強力なリーダーシップを発揮した経済浮揚を図り、現村長も漁礁整備などの漁業振興政策で評価を受けているとの指摘もある。
2016年（平成28年）11月1日告示・11月6日投票の村長選では、現職の藤本昭夫と新人の藤本敏和が立候補し、村長選としては61年ぶりの投票が行われた結果、現職の藤本昭夫が当選した。2020年（令和2年）の選挙も両者で争われ、現職の藤本昭夫が10選を果たしている
2008年（平成20年）に村長の藤本昭夫は「それなりの対立候補が出れば私に対する不信任であり、争わずに身を引くつもりだ」と述べているが、その一方で2016年（平成28年）の選挙で当選確実発表が伝えられたことを受けたテレビ朝日のインタビューで「村民が疑心暗鬼に陥るため選挙は良くない」旨の発言もしている。
2024年6月27日に藤本昭夫は2024年の村長選挙に高齢を理由に出馬しないことを表明。同年10月29日に告示された村長選では新人の大海靖治1人のみが立候補し、大海が無投票で当選した。これにより藤本熊雄が1960年に村長に就任して以来64年間にわたる藤本親子による村政が終了することになった。
なお、村長選が無投票であった間も村議選は行われており（過去20年で無投票は1回のみ）、姫島村内で選挙が全くなかったわけではない。

### 議会
- 定数：8人
- 任期：2027年4月30日[26]

議会で一般質問が行われることは稀であり、2012年（平成24年）9月定例会では15年3ヶ月ぶりに一般質問が行われた。その後、2020年9月定例会、2023年6月定例会でも一般質問が行われている

### 島内の施策

#### デポジット制度
姫島村では、缶飲料を通常価格より10円高い価格で販売し、空き缶を島内の店舗で返却すると差額を返却するデポジット制度を、自治体全域規模では日本で初めて1984年（昭和59年）に導入し、空き缶の散乱防止を図っている。

#### ワークシェアリング
労働者の各々の労働時間を短縮し雇用数を増やすというワークシェアリングを導入している。民間への就職先の少ない村で働き手が島外に流出するのを防ぐため、村職員の給与を低く抑えるかわりに雇用を確保している。それにより住民の13人に1人は村職員である。また役場には職員組合はないが、給与水準以外は国に準拠して決めている。副村長（助役）は1991年（平成3年）、収入役は2001年（平成13年）から置いていなかったが、2022年（令和4年）に副村長が選任された。

## 地域

### 人口
| |                                        |  |
| 姫島村と全国の年齢別人口分布（2005年） | 姫島村の年齢・男女別人口分布（2005年） |  |
| ■紫色 ― 姫島村 ■緑色 ― 日本全国 | ■青色 ― 男性 ■赤色 ― 女性              |  |
| 姫島村（に相当する地域）の人口の推移 \| 1970年（昭和45年） \| 3,422人 \| \| \| 1975年（昭和50年） \| 3,207人 \| \| \| 1980年（昭和55年） \| 3,234人 \| \| \| 1985年（昭和60年） \| 3,261人 \| \| \| 1990年（平成2年） \| 3,268人 \| \| \| 1995年（平成7年） \| 2,996人 \| \| \| 2000年（平成12年） \| 2,761人 \| \| \| 2005年（平成17年） \| 2,469人 \| \| \| 2010年（平成22年） \| 2,189人 \| \| \| 2015年（平成27年） \| 1,991人 \| \| \| 2020年（令和2年） \| 1,725人 \| \| |                                        |  |
| 総務省統計局 国勢調査より |                                        |  |
| 1970年（昭和45年） | 3,422人                                |  |
| 1975年（昭和50年） | 3,207人                                |  |
| 1980年（昭和55年） | 3,234人                                |  |
| 1985年（昭和60年） | 3,261人                                |  |
| 1990年（平成2年） | 3,268人                                |  |
| 1995年（平成7年） | 2,996人                                |  |
| 2000年（平成12年） | 2,761人                                |  |
| 2005年（平成17年） | 2,469人                                |  |
| 2010年（平成22年） | 2,189人                                |  |
| 2015年（平成27年） | 1,991人                                |  |
| 2020年（令和2年） | 1,725人                                |  |

## 公的機関

### 警察
大分県警察
- 国東警察署（管轄：国東市、姫島村）
  - 姫島警察官駐在所

### 消防
国東市消防本部
- 姫島出張所

### 医療
- 姫島村国民健康保険診療所

## 経済
離島部であるため、漁業およびそれに関連する観光業が主幹産業である。

### 漁業
近辺の海域でカレイやタイをはじめ、各種の水産物が水揚げされている。またかつての塩田跡地で車エビの養殖が行われている。

### 観光業
ホテル・旅館・民宿・ペンションなどが数軒立地している。宿泊客の大半は夏の盆踊り開催時の観光客である。近年は観光客減少のあおりを受けている。現在は新たに観光団体を設立するなど、観光客増加に努めている。

### 商業
主に県道686号稲積姫島港線沿いに複数の個人店と小規模スーパーが出店している。

## 教育
村内（島内）に高等学校は存在しない。最寄りの高校は大分県立国東高等学校及び大分県立高田高等学校。

### 中学校
- 姫島村立姫島中学校

### 小学校
- 姫島村立姫島小学校

### 保育所・幼稚園
- 姫島村保育所
- 姫島幼稚園

### 社会教育施設
図書室
- 姫島村中央公民館図書室

公民館
- 姫島村中央公民館

体育施設
- 姫島運動公園：野球場、多目的グラウンド、テニスコート
- 姫島村軽スポーツセンター

## 郵便

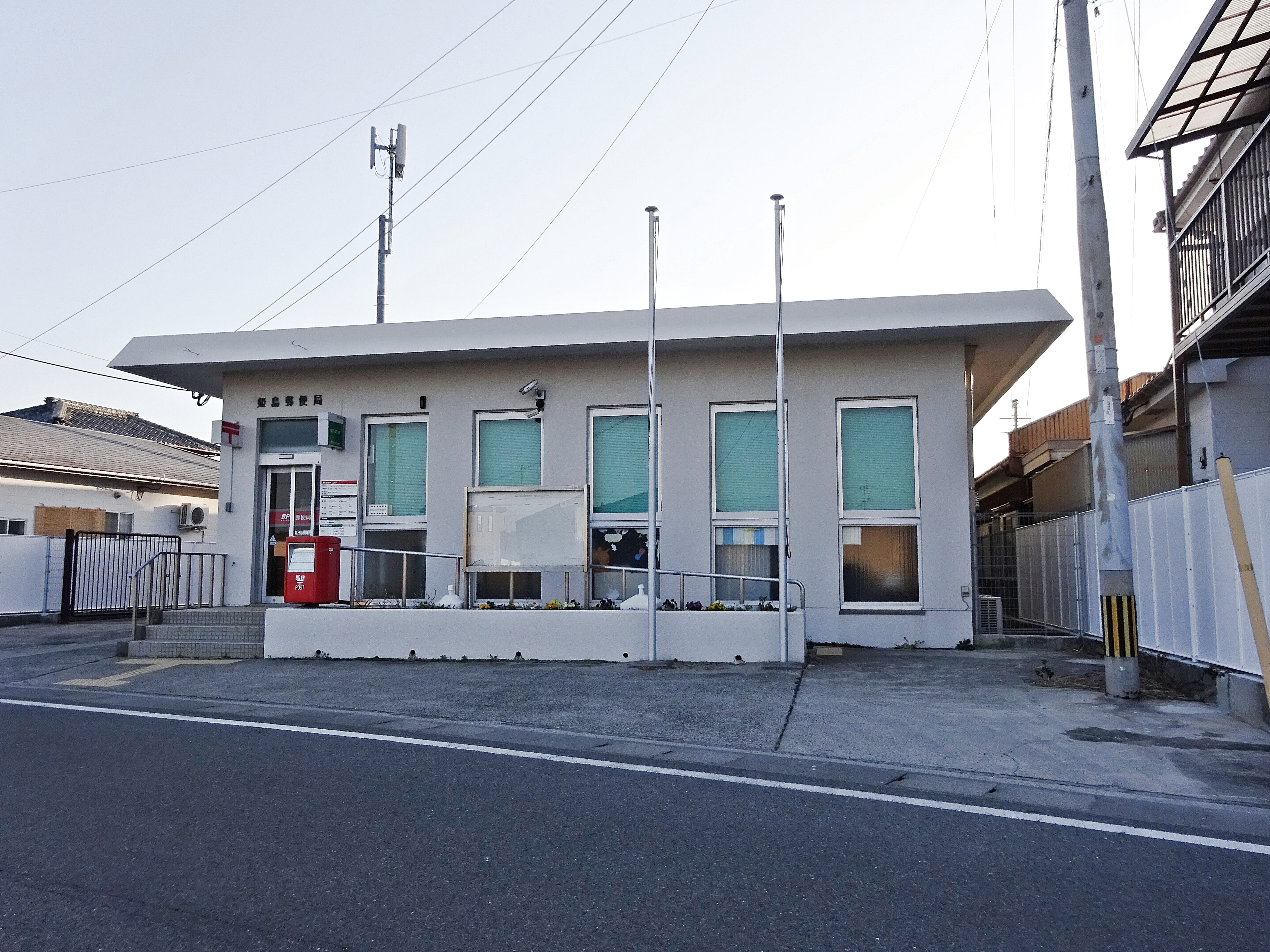
姫島郵便局

郵便局
- 姫島郵便局（2007年 集配廃止）

## 交通

### 本土との連絡

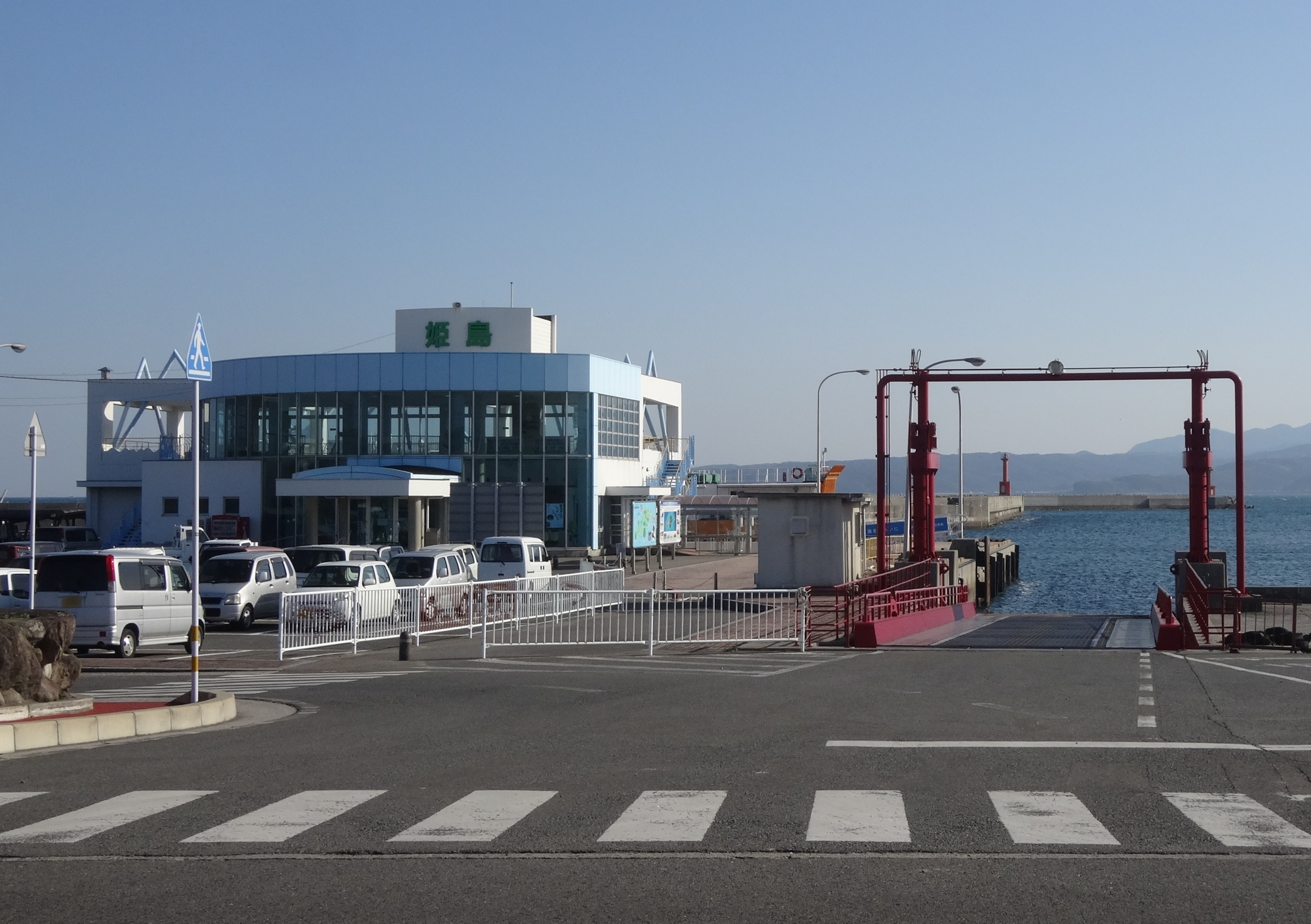
姫島港

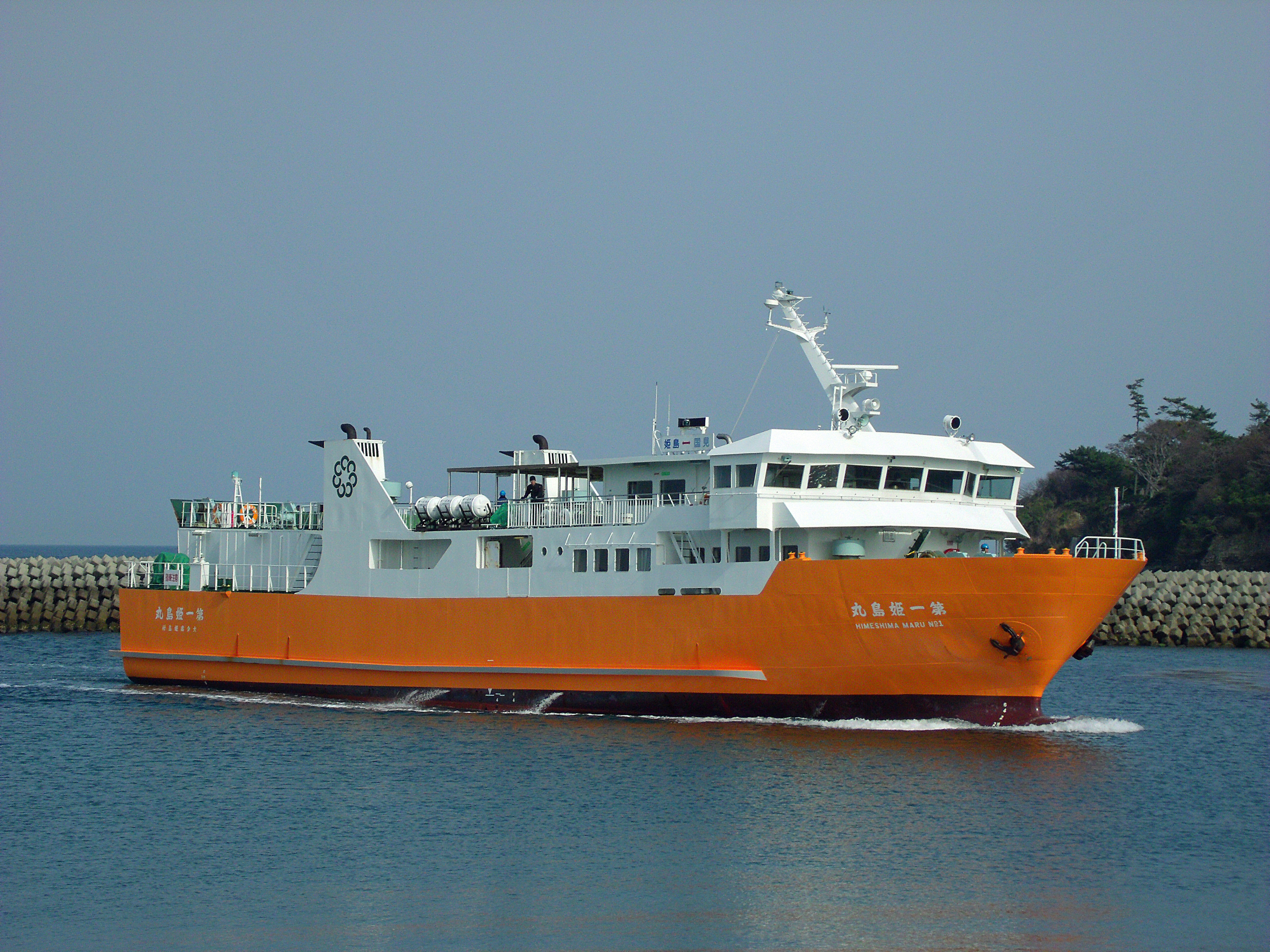
伊美港に入港する第一姫島丸

- 姫島港 - 地方港湾。国東市の国東港伊美地区（伊美港）とを結ぶ姫島村営フェリーが運航されている。

### 島内
一般県道
- 大分県道606号西浦姫島港線
- 大分県道683号北浦姫島港線
- 大分県道686号稲積姫島港線

#### 公共交通等
- 村営の姫島巡回バスが1日あたり6往復、島内を運行している[32]。
- レンタカー、レンタサイクルがある[32]。

## 名所・旧跡・観光スポット・祭事・催事・文化財

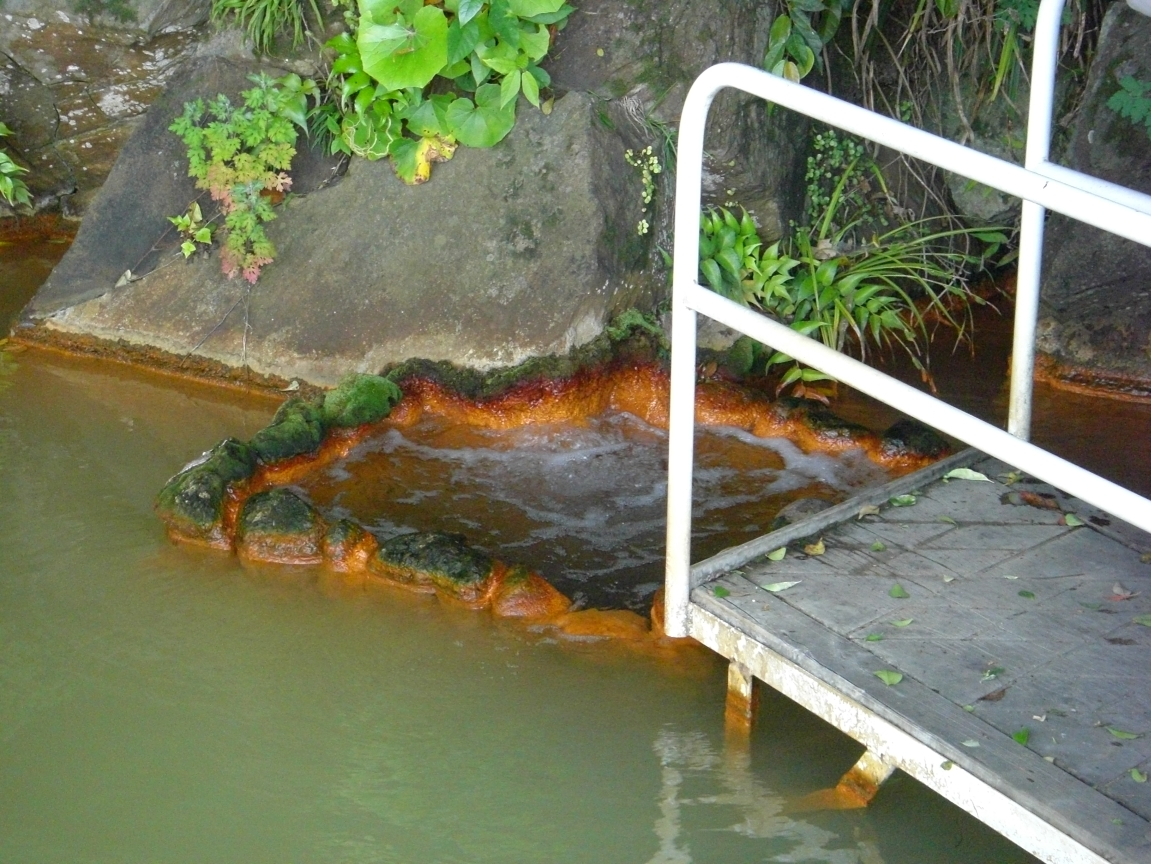
拍子水

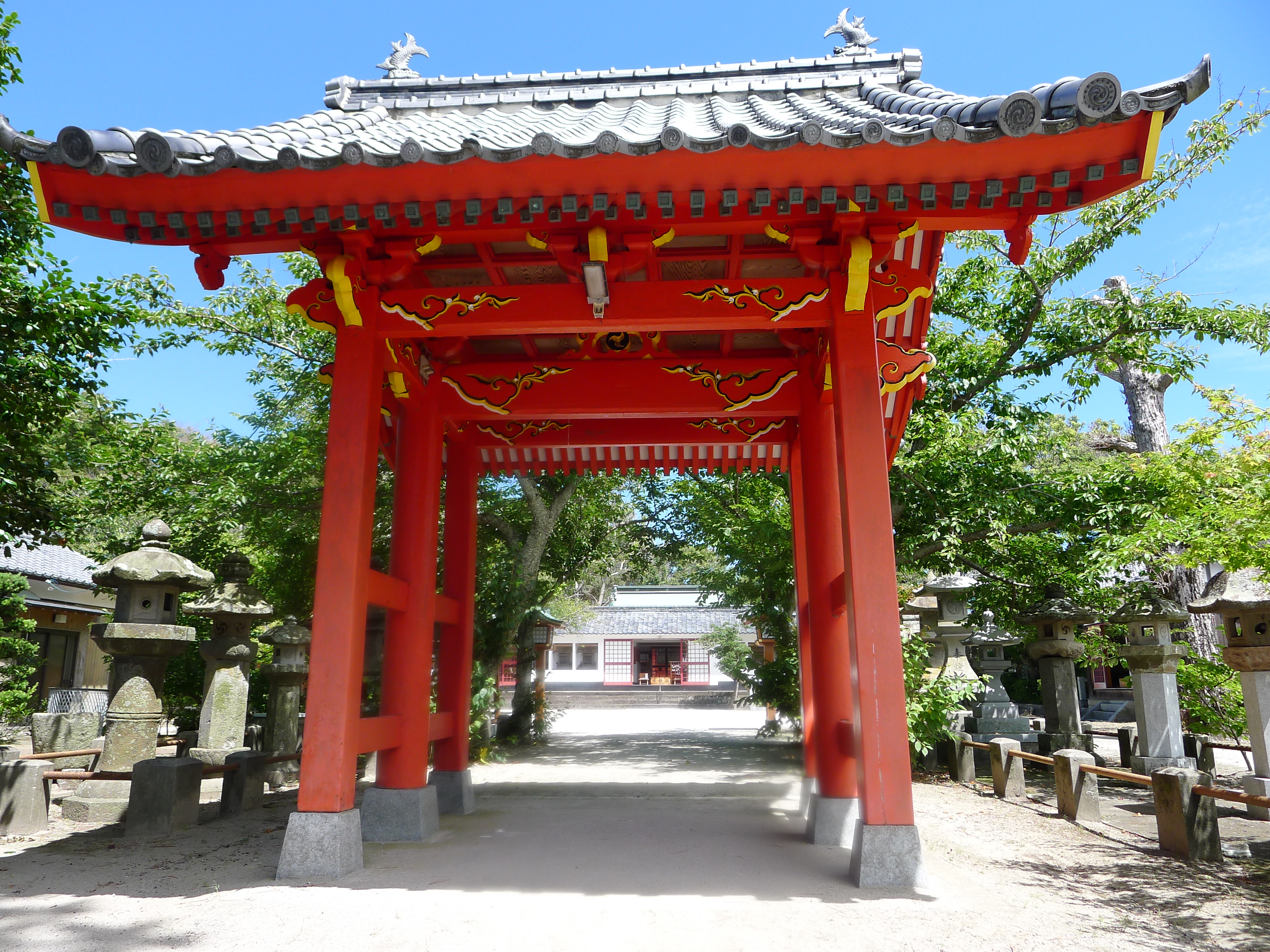
大帯八幡社

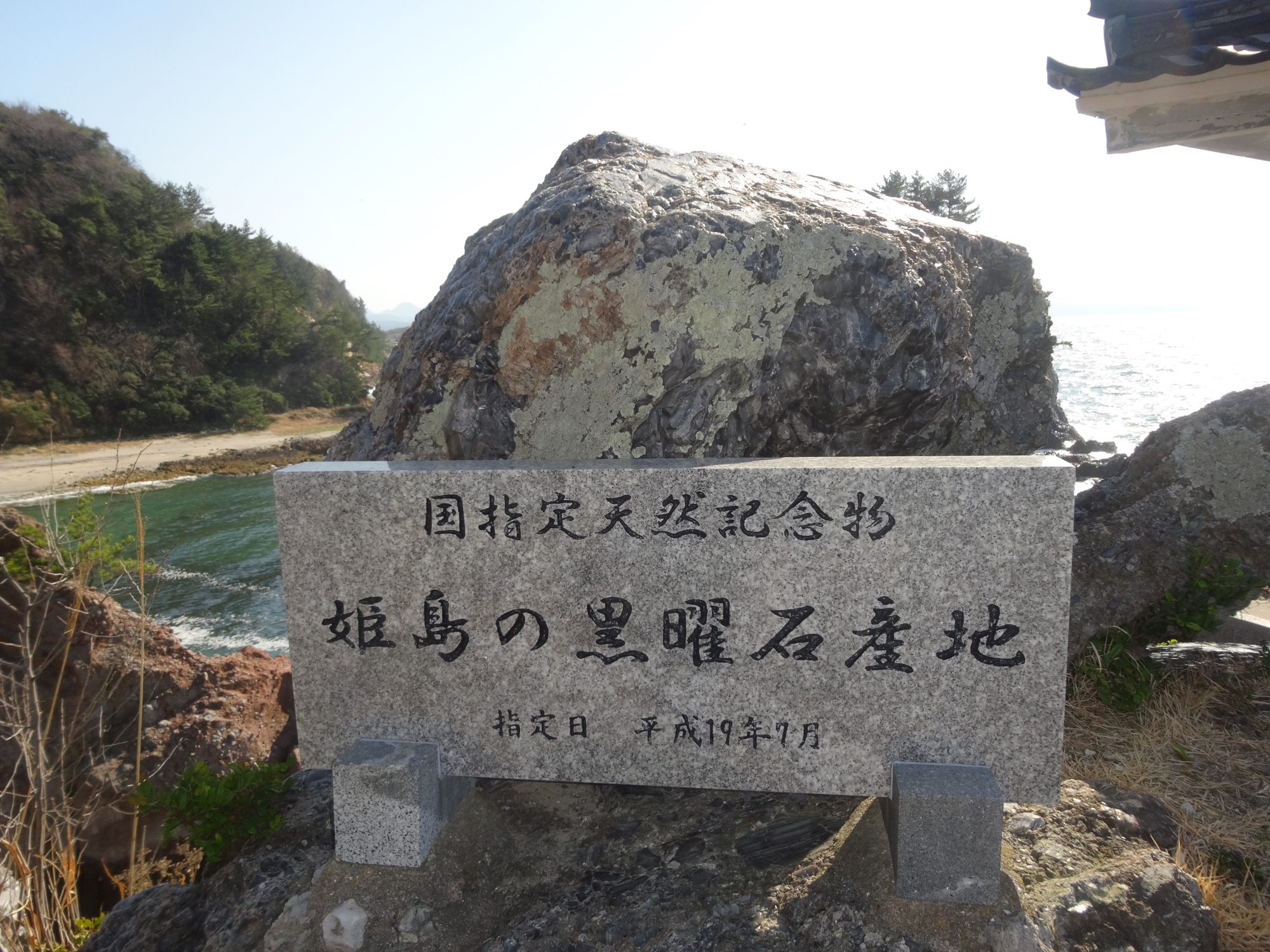
姫島の黒曜石産地

### 名所・旧跡
- 姫島七不思議
  - 浮洲
  - 千人堂
  - 逆柳
  - かねつけ石（おはぐろ石）
  - 浮田
  - 阿弥陀牡蠣
  - 拍子水
    - 拍子水温泉
- 観音崎 - 島の西北部（城山より北側）の北浦地区にある。高さ40m、東西120mの広範囲にわたって黒曜石の断崖が広がり、露天の黒曜石が観察できる全国でも珍しい場所である。観音崎の黒曜石産地は「姫島の黒曜石産地」として国の天然記念物に指定されている。
- 姫島灯台 - 稲積地区にある。1902年（明治35年）着工、1904年（明治37年）初点灯。1970年（昭和45年）4月より自動化し無人化。現在は公園として整備され桜の名所となっている。
- 大帯八幡社 - 南浦地区と松原地区の境にある。祭神は帯中日子命（仲哀天皇）、息長帯姫命（神功皇后）、品陀和気命（応神天皇）。宇佐神宮の分霊と言われているが、宇佐神宮には仲哀天皇は祀られておらず、祭神が異なっている。
- 比売語曽社 - 金地区にある。祭神は朝鮮南部・意思加羅国の皇子・都怒我何羅斯等が追いかけた少女（日本書紀）、新羅王の子・天之日矛の妻、新羅王・波沙寝錦の妃、大己貴命の女・下照姫命、辛国息長大姫大目命、真名野長者の娘・玉依姫（般若姫）など諸説ある。

### 文化財
国の天然記念物
- 姫島の黒曜石産地（2007年（平成19年）7月26日指定）

国選択無形民俗文化財
- 姫島盆踊

県指定天然記念物
- 姫島の藍鉄鉱 - 1949年（昭和24年）8月、姫島の西端ス鼻海岸で当時の中学生によって偶然発見された非常に珍しい鉱物である。鉄とリン酸が長い年月をかけて化合したもので、表面は褐色で形状は球型、扁平型などさまざまである。割ると中は透明だが、化学反応により表面が透明から藍青色に変化し美しい放射状に輝く。この不思議な石は作家・椋鳩十の児童文学作品『ふしぎな石と魚の島』の中でとりあげられた。
- 姫島の地層褶曲

村指定有形文化財
- 姫島庄屋古庄家

村指定無形文化財
- キツネ踊り
- アヤ踊り
- 銭太鼓
- 猿丸太夫

### イベント
- 姫島盆踊り（8月14-17日の間に行われるが、年によって異なる） - 一般的な盆踊りより規模が大きく、島外でも知名度が高い。「キツネ踊り」「アヤ踊り」「銭太鼓踊り」「狸踊り」などが有名である。この他、真夏にもかかわらず白塗りの厚化粧をして日本髪を結い袷の晴れ着を着る少女の踊りも多く、アマチュアカメラマンの間で人気が高い。
- 比売語曽社春の大祭（4月3日） - 姫島の名前のルーツとなった比売語曽神社の大祭。
- 清正公祭り（4月29日） - 達磨山山頂にある清正公社（祭神・加藤清正）の大祭。
- 船曳き祭り（10月第2土曜日） - 大帯八幡社の秋の大祭。楠の木で作られた和船の雛形が島内を一巡する。

## 著名な出身者
- 西村英一（政治家、元衆議院議員、厚生大臣、建設大臣、自民党副総裁）
- 藤本敏和（元NHKアナウンサー）

## 姫島村を舞台・題材とした作品
- 目撃者 - 安部公房脚本のテレビドラマ。
- ふしぎな石と魚の島 - 椋鳩十著の児童文学。
- 姫島殺人事件 - 内田康夫著の推理小説。1997年に「浅見光彦シリーズ 別府・姫島殺人事件」として、2008年に「浅見光彦シリーズ 姫島殺人事件」としてドラマ化[34]。
- エビに賭ける・大分県姫島（日本列島を往く3・所収） - 鎌田慧著のルポルタージュ。
- 顔 (2000年の映画)